# Bueno de Paiva
Francisco Álvaro Bueno de Paiva (Andradas, 17 de septiembre de 1861 — Río de Janeiro, 4 de agosto de 1928) fue un magistrado y político brasileño. Asumió la vicepresidencia de la República tras la muerte de Delfim Moreira en 1920.

## Biografía
Francisco Álvaro Bueno de Paiva era hijo de Antônio y Ana Bueno de Paiva. Estudió Derecho en Universidad de  São Paulo, graduándose en 1883. Se casó con Maria Antonieta Carneiro, hija de Manuel Carneiro Santiago Sobrinho. Manuel era hijo de Joaquim Carneiro Santiago y de Ana Cândida Ribeiro de Carvalho (hija del capitán Manoel José Ribeiro de Carvalho y de Marianna Tridentina Junqueira), ambos pertenecientes a familias de gran prestigio político del Sur de Minas.

## Trayectoria
Fue concejal, alcalde, diputado federal y senador. Ejerció los cargos de promotor público de la Comarca de São José do Paraíso (MG), 1885; Juez Municipal y de Huérfanos, 1885 a 1889; diputado estatal (Minas Gerais) en 1889;  diputado en la Assembléia Geral Constituinte, en 1890; juez de Direito de São José do Paraíso, en 1892; senador del estado en 1898; senador federal entre 1911 y 1923; diputado federal entre 1899 y 1911. 

## Vicepresidencia de la República
Sustituyó en la vicepresidencia de la República a Delfim Moreira da Costa Ribeiro, muerto el 10 de junio de 1920. Fue, por tanto, vicepresidente de Brasil entre el 11 de noviembre de 1920 y el 15 de noviembre de 1922, bajo la presidencia de Epitácio Pessoa. A la par, fue presidente del Senado Federal, entre 1920 y 1922.